# Muezzin

Muezzin (Gemälde von Jean-Léon Gérôme, 1879)

Der Muezzin ([muˈɛtsiːn], auch (österreichisches Hochdeutsch nur) [ˈmu.ɛtsɪn]; arabisch مؤذّن mu'adhdhin, DMG muʾaḏḏin) ist ein Ausrufer, der die Muslime zum Gebet (Salat, arabisch: as-salāt) aufruft. Er ruft die muslimische Gemeinde bis zu fünfmal täglich zu bestimmten Uhrzeiten zum Beten in die Moschee. Nur der Ruf am Morgen ist zu einer unbestimmten Zeit, nämlich dann, bevor die Sonne aufgeht. Der islamische Gebetsruf Adhan ertönt in arabischer Sprache.
Der Muezzin ist kein Geistlicher, sondern gehört zum Personal der Moschee. Seine Funktion ist – u. a. wegen des textlichen Ausrufs (bzw. kunstreich verzierten Gesangs) – nur bedingt vergleichbar mit dem Läuten der Kirchenglocke durch den Mesner im Christentum. Je nach Gegebenheiten kann auch ein anderer Gläubiger die Funktion eines Muezzins übernehmen, zum Beispiel wenn Gebete während der Arbeitszeit verrichtet werden.
Die erste Person, die die Funktion eines Muezzins übernahm, war der Abessinier Bilal al-Habaschi, ein freigelassener Sklave und enger Vertrauter des Propheten Mohammed. Häufig wurde früher ein Blinder mit dieser Aufgabe betraut, da er nicht vom Minarett aus Orte einsehen konnte, an denen sich Frauen aufhielten. Der Ruf erfolgte ursprünglich von der Scherefe am Minarett aus. Inzwischen wird der Ruf meist über Lautsprecher von anderer Stelle aus übertragen.
Der Muezzin ruft auch, wenn eine Person, die in unmittelbarer Nähe der Moschee gewohnt hat, gestorben ist.
Im Februar 2017 wurde in Israel ein Gesetz „zur Verhinderung von Lärm durch öffentliche Lautsprechersysteme in Gebetshäusern“ von der Regierung verabschiedet. Es ist als Muezzin-Gesetz bekannt, welches Lautsprecherdurchsagen an Gotteshäusern von 23 bis 7 Uhr verbietet. Dadurch ist der morgendliche erste Ruf des Muezzins zum Sonnenaufgang betroffen. Unterstützer wenden sich gegen Lärmbelästigung und den angeblichen Missbrauch der Lautsprecher für Hassbotschaften, Kritiker des Gesetzes sehen in ihm eine reine Provokation. Der israelische Parlamentsabgeordnete Ayman Odeh sieht im Gesetz „rassistische Hetze gegen eine nationale Minderheit“.